# Temporada 1975-76 de los Cleveland Cavaliers
La temporada 1975-76 fue la sexta de los Cleveland Cavaliers en la NBA. La temporada regular acabó con 49 victorias y 33 derrotas, ocupando el segundo puesto de la conferencia Este, clasificándose para los playoffs por primera vez en su corta historia, en los que cayeron en las Finales de Conferencia ante Boston Celtics.

## Elecciones en elDraft
| Ronda | Puesto | Jugador        | Posición  | Nacionalidad   | Universidad         |
| ----- | ------ | -------------- | --------- | -------------- | ------------------- |
| 1     | 15     | John Lambert   | Ala-Pívot | Estados Unidos | Southern California |
| 2     | 28     | Dan Roundfield | Ala-Pívot | Estados Unidos | Central Michigan    |
| 4     | 62     | Eric Fernsten  | Pívot     | Estados Unidos | San Francisco       |
| 6     | 99     | Henry Ward     | Escolta   | Estados Unidos | Jackson State       |
| 8     | 136    | Andre McCarter | Base      | Estados Unidos | UCLA                |

## Temporada regular
| División Central      | División Central | División Central | División Central | División Central | División Central | División Central | División Central | División Central |
| Equipo                | G                | P                | %                | PD               | Casa             | Fuera            | Div              |                  |
| --------------------- | ---------------- | ---------------- | ---------------- | ---------------- | ---------------- | ---------------- | ---------------- | ---------------- |
| y-Cleveland Cavaliers | 49               | 33               | .598             | –                | 29–12            | 20–21            | 15–11            |                  |
| x-Washington Bullets  | 48               | 34               | .585             | 1                | 31–10            | 17–24            | 14–12            |                  |
| Houston Rockets       | 40               | 42               | .488             | 9                | 27–13            | 13–29            | 14–12            |                  |
| New Orleans Jazz      | 38               | 44               | .463             | 11               | 22–19            | 16–25            | 15–11            |                  |
| Atlanta Hawks         | 29               | 53               | .354             | 20               | 20–21            | 9–32             | 7–19             |                  |

## Playoffs

### Semifinales de Conferencia
Cleveland Cavaliers vs. Washington Bullets 
| Fecha       | Partido                                        | Ciudad    |
| ----------- | ---------------------------------------------- | --------- |
| 13 de abril | Cleveland Cavaliers 95, Washington Bullets 100 | Cleveland |
| 15 de abril | Washington Bullets 79, Cleveland Cavaliers 80  | Landover  |
| 17 de abril | Cleveland Cavaliers 88, Washington Bullets 76  | Cleveland |
| 21 de abril | Washington Bullets 109, Cleveland Cavaliers 98 | Landover  |
| 22 de abril | Cleveland Cavaliers 92, Washington Bullets 91  | Cleveland |
| 26 de abril | Washington Bullets 102, Cleveland Cavaliers 98 | Landover  |
| 29 de abril | Cleveland Cavaliers 87, Washington Bullets 85  | Cleveland |
|             | Cleveland Cavaliers gana las series 4-3        |           |

### Finales de Conferencia
Boston Celtics vs. Cleveland Cavaliers 
| Fecha      | Partido                                    | Ciudad    |
| ---------- | ------------------------------------------ | --------- |
| 6 de mayo  | Boston Celtics 111, Cleveland Cavaliers 99 | Boston    |
| 9 de mayo  | Boston Celtics 94, Cleveland Cavaliers 89  | Boston    |
| 11 de mayo | Cleveland Cavaliers 83, Boston Celtics 78  | Cleveland |
| 14 de mayo | Cleveland Cavaliers 106, Boston Celtics 87 | Cleveland |
| 16 de mayo | Boston Celtics 99, Cleveland Cavaliers 94  | Boston    |
| 18 de mayo | Cleveland Cavaliers 87, Boston Celtics 94  | Cleveland |
|            | Boston Celtics gana las series 4-2         |           |

## Estadísticas
| Rk | Jugador         | Edad | P  | PT | MP   | TC  | TCI  | %TC  | TL  | TLI | %TL  | RO  | RD  | RT   | AS  | RB  | TAP | BP | FP  | PTS  |
| -- | --------------- | ---- | -- | -- | ---- | --- | ---- | ---- | --- | --- | ---- | --- | --- | ---- | --- | --- | --- | -- | --- | ---- |
| 1  | Jim Brewer      | 24   | 82 |    | 35.5 | 4.9 | 10.7 | .458 | 1.7 | 2.6 | .654 | 3.6 | 7.2 | 10.9 | 2.5 | 1.1 | 1.1 |    | 2.6 | 11.5 |
| 2  | Jim Cleamons    | 26   | 82 |    | 34.6 | 5.0 | 10.8 | .466 | 2.1 | 2.7 | .798 | 1.5 | 2.8 | 4.3  | 5.2 | 1.5 | 0.2 |    | 2.6 | 12.2 |
| 3  | Jim Chones      | 26   | 82 |    | 33.4 | 6.9 | 15.3 | .448 | 2.1 | 3.2 | .662 | 2.4 | 6.6 | 9.0  | 2.0 | 0.5 | 1.1 |    | 2.9 | 15.8 |
| 4  | Bingo Smith     | 29   | 81 |    | 28.9 | 6.1 | 13.8 | .442 | 1.4 | 1.7 | .816 | 1.0 | 3.2 | 4.2  | 1.9 | 0.7 | 0.4 |    | 2.9 | 13.6 |
| 5  | Dick Snyder     | 31   | 82 |    | 27.7 | 5.4 | 10.7 | .501 | 1.9 | 2.3 | .824 | 0.6 | 1.8 | 2.4  | 2.7 | 0.7 | 0.4 |    | 2.6 | 12.6 |
| 6  | Campy Russell   | 24   | 82 |    | 23.9 | 5.9 | 12.2 | .482 | 3.2 | 4.2 | .773 | 1.6 | 2.6 | 4.2  | 1.3 | 0.8 | 0.1 |    | 2.8 | 15.0 |
| 7  | Austin Carr     | 27   | 65 |    | 19.7 | 4.2 | 9.6  | .442 | 1.6 | 2.1 | .791 | 1.0 | 1.0 | 2.0  | 1.9 | 0.6 | 0.0 |    | 1.4 | 10.1 |
| 8  | Nate Thurmond   | 34   | 65 |    | 17.4 | 1.9 | 4.5  | .418 | 0.8 | 1.6 | .514 | 1.6 | 3.7 | 5.3  | 1.0 | 0.3 | 1.3 |    | 2.2 | 4.6  |
| 9  | Butch Beard     | 28   | 15 |    | 17.0 | 2.3 | 6.0  | .389 | 1.8 | 2.5 | .730 | 0.9 | 1.9 | 2.9  | 3.0 | 0.7 | 0.1 |    | 2.4 | 6.5  |
| 10 | Foots Walker    | 24   | 81 |    | 15.8 | 1.8 | 4.6  | .388 | 1.0 | 1.3 | .778 | 0.7 | 1.6 | 2.2  | 3.6 | 1.2 | 0.1 |    | 1.7 | 4.6  |
| 11 | Steve Patterson | 27   | 14 |    | 9.7  | 1.1 | 2.7  | .395 | 0.6 | 0.7 | .800 | 0.5 | 1.5 | 2.0  | 0.6 | 0.2 | 0.4 |    | 0.8 | 2.7  |
| 12 | John Lambert    | 23   | 54 |    | 6.2  | 0.9 | 2.0  | .445 | 0.5 | 0.7 | .676 | 0.7 | 1.2 | 1.9  | 0.3 | 0.1 | 0.2 |    | 1.0 | 2.3  |
| 13 | Rowland Garrett | 25   | 41 |    | 5.3  | 1.2 | 3.1  | .402 | 0.4 | 0.5 | .714 | 0.4 | 0.6 | 1.0  | 0.2 | 0.4 | 0.1 |    | 0.9 | 2.9  |
| 14 | Luke Witte      | 25   | 22 |    | 4.5  | 0.5 | 1.5  | .344 | 0.4 | 0.7 | .600 | 0.4 | 1.3 | 1.7  | 0.2 | 0.0 | 0.0 |    | 0.6 | 1.4  |
| 15 | Eric Fernsten   | 22   | 4  |    | 2.3  | 0.0 | 0.5  | .000 | 0.0 | 0.0 |      | 0.0 | 0.3 | 0.3  | 0.0 | 0.0 | 0.0 |    | 0.3 | 0.0  |

## Galardones y récords
| Jugador      | Galardón                               |
| Bill Fitch   | Entrenador del Año de la NBA           |
| Jim Cleamons | 2.º Mejor quinteto defensivo de la NBA |
| Jim Brewer   | 2.º Mejor quinteto defensivo de la NBA |